# Lake Hazen
Lake Hazen är en sjö i Kanada.   Den ligger i territoriet Nunavut, i den nordöstra delen av landet, 4 000 km norr om huvudstaden Ottawa. Lake Hazen ligger 187 meter över havet. Arean är 538 kvadratkilometer.
Trakten runt Lake Hazen är nära nog obefolkad, med mindre än två invånare per kvadratkilometer.